# Lista de álbuns número um em 2008 no Japão

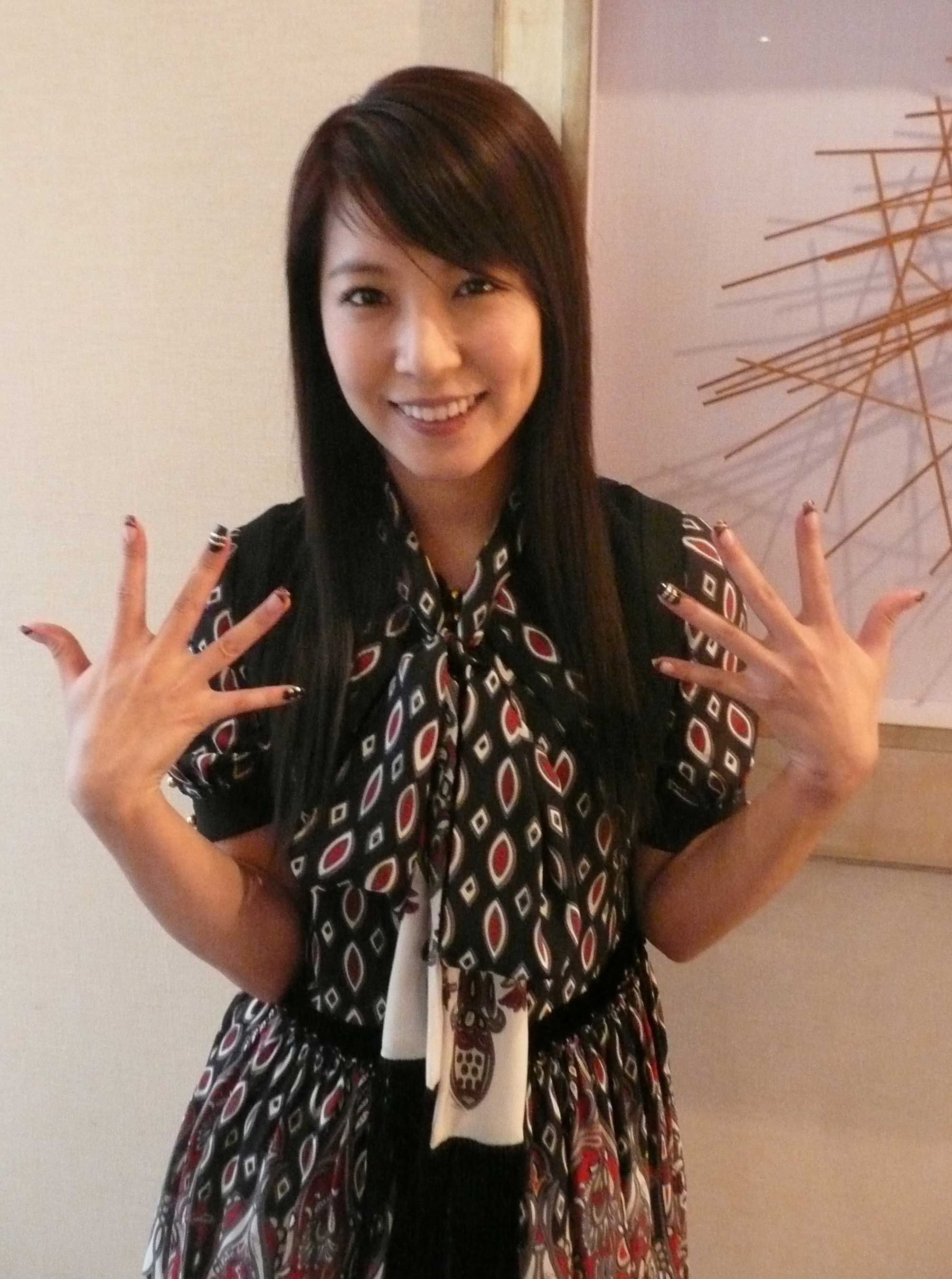
A cantora pop BoA tornou-se a segunda artista a ter em seis anos consecutivos, um álbum número um.

Os álbuns e mini-álbuns mais vendidos no Japão, são classificados na Oricon Weekly Chart e publicados pela revista Oricon Style. Os dados são compilados pela Oricon com base nas vendas físicas semanais de cada álbum. Em 2008, 37 álbuns atingiram o topo das paradas.
O álbum Best Fiction da cantora de R&B Namie Amuro teve o maior longest-running de 2008. O álbum permaneceu no topo da parada de 11 de agosto a 15 de setembro. Namie Amuro tornou-se a primeira artista solo feminina em 28 anos a ter um álbum na primeira posição por seis semanas consecutivas após Saki Kubota, que teve um álbum na primeira colocação por sete semanas consecutivas em 1980. O álbum greatest hits Expressions da cantora pop Mariya Takeuchi ficou no topo da tabela por três semanas consecutivas, fazendo dela a primeira artista com mais de 50 anos a realizar esse fato.
O álbum The Face da cantora sul-coreana de música pop BoA debutou em primeiro lugar, tornando-a a segunda artista após Ayumi Hamasaki a ter seis álbuns número um consecutivos desde a sua estréia na primeira posição das paradas. O álbum Hard Candy da cantora de música pop Madonna é o primeiro álbum da artista a debutar na primeira posição na parada da Oricon em 18 anos. Com o lançamento do seu segundo álbum, Game, o girl group Perfume tornou-se o segundo grupo de technopop (após Yellow Magic Orchestra) a ter um álbum número um na parada.
B'z The Best "Ultra Pleasure" foi o vigésimo segundo álbum do duo de hard rock B'z a alcançar a posição número um, ultrapassando Yumi Matsutoya que tinha a maior quantidade de álbuns número um. Com o lançamento do álbum B'z The Best "Ultra Treasure" o duo alcançou vinte e três álbuns número um. Yui debutou na primeira posição com a compilação de b-sides My Short Stories, fazendo dela a segunda artista feminina a debutar na primeira posição com uma compilação de b-sides após Seiko Matsuda.
Os álbuns mais bem vendidos no total em 2008 foi o álbum Exile Love do grupo de R&B Exile, lançado ao final de 2007, que vendeu mais de 1.470.000 cópias. O segundo álbum mais bem vendido foi Best Fiction de Namie Amuro, que vendeu mais de 1.447.000 cópias, seguido pela banda de pop folk Kobukuro, com o álbum 5296, com quase 1.405.000 de álbuns vendidos. O quarto e quinto álbum mais vendido foram Exile Catchy Best de Exile e Heart Station da cantora pop Hikaru Utada respectivamente. Exile Catchy Best vendeu mais de 1.222.000 copias, enquanto Heart Station vendeu um pouco mais de 997.000 cópias.

## Histórico das paradas

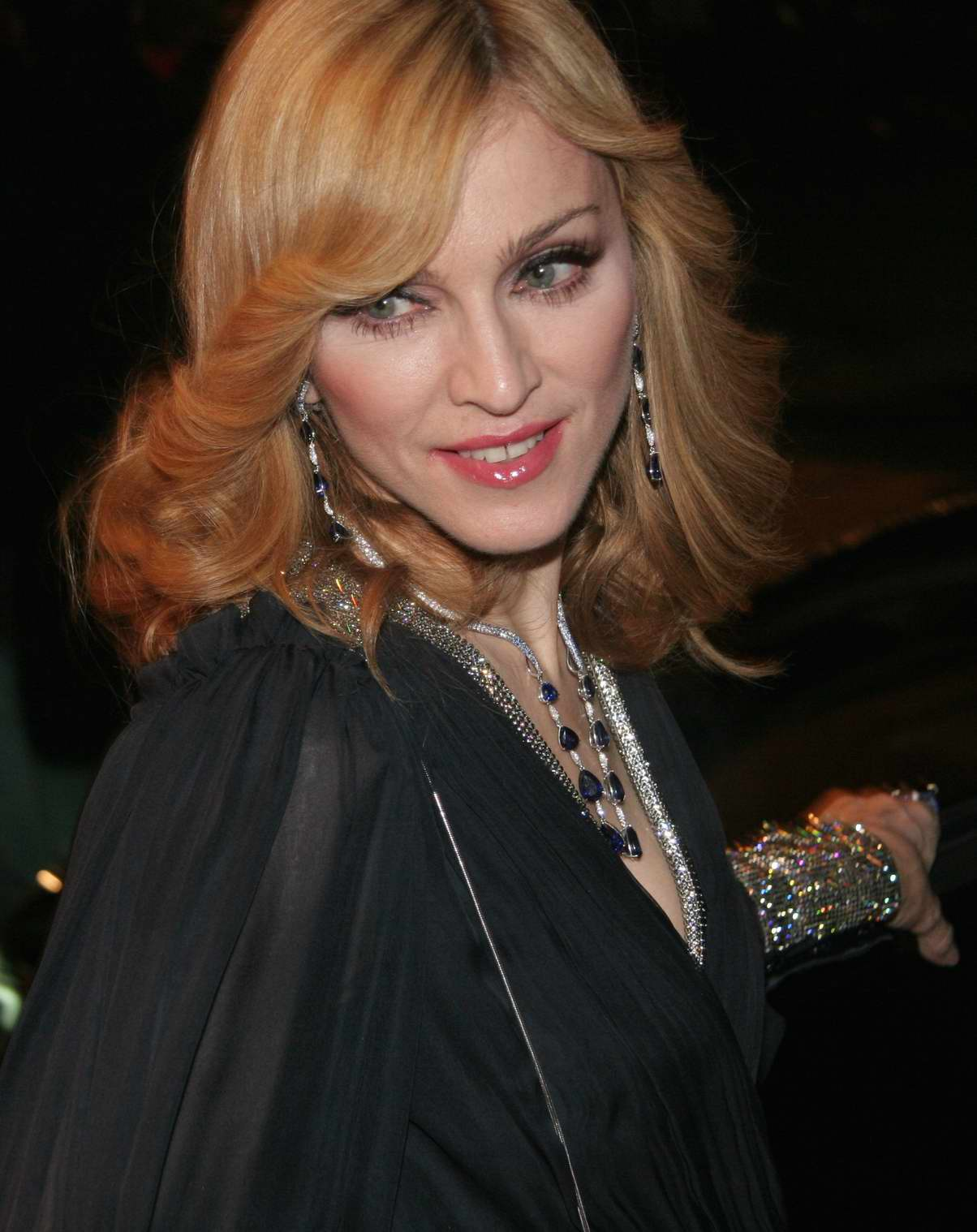
Madonna foi a única artista não-asiática a conseguir um álbum número um no Japão em 2008.

| Semana da posição | Álbum                                                                    | Artista                  | Referências |
| ----------------- | ------------------------------------------------------------------------ | ------------------------ | ----------- |
| 14 de janeiro     | 5296                                                                     | Kobukuro                 | [ 11 ]      |
| 21 de janeiro     | 5296                                                                     | Kobukuro                 | [ 12 ]      |
| 28 de janeiro     | ''Sōshi Sōai 2''                                                         | Bank Band                | [ 13 ]      |
| 4 de fevereiro    | Zard Request Best: Beautiful Memory                                      | Zard                     | [ 14 ]      |
| 11 de fevereiro   | Kingdom                                                                  | Kumi Koda                | [ 15 ]      |
| 18 de fevereiro   | Kingdom                                                                  | Kumi Koda                | [ 16 ]      |
| 25 de fevereiro   | Award Supernova: Loves Best                                              | M-Flo                    | [ 17 ]      |
| 3 de março        | Complete Singles Collection '97-'08                                      | The Brilliant Green      | [ 18 ]      |
| 10 de março       | The Face                                                                 | BoA                      | [ 19 ]      |
| 17 de março       | World World World                                                        | Asian Kung-Fu Generation | [ 20 ]      |
| 24 de março       | Single Best                                                              | Kou Shibasaki            | [ 21 ]      |
| 31 de março       | Heart Station                                                            | Hikaru Utada             | [ 22 ]      |
| 7 de abril        | Exile Catchy Best                                                        | Exile                    | [ 23 ]      |
| 14 de abril       | Exile Catchy Best                                                        | Exile                    | [ 24 ]      |
| 21 de abril       | I Loved Yesterday                                                        | Yui                      | [ 25 ]      |
| 28 de abril       | Game                                                                     | Perfume                  | [ 6 ]       |
| 5 de maio         | Dream "A" Live                                                           | Arashi                   | [ 26 ]      |
| 12 de maio        | Hard Candy                                                               | Madonna                  | [ 27 ]      |
| 19 de maio        | Hard Candy                                                               | Madonna                  | [ 27 ]      |
| 26 de maio        | Superfly                                                                 | Superfly                 | [ 28 ]      |
| 2 de junho        | Superfly                                                                 | Superfly                 | [ 29 ]      |
| 9 de junho        | Mihimarise                                                               | Mihimaru GT              | [ 30 ]      |
| 16 de junho       | KAT-TUN III: Queen of Pirates                                            | KAT-TUN                  | [ 31 ]      |
| 23 de junho       | 20th Anniversary All Singles Complete Best Just Movin' On: All the S-hit | Kyosuke Himuro           | [ 32 ]      |
| 30 de junho       | B'z The Best "Ultra Pleasure"                                            | B'z                      | [ 7 ]       |
| 7 de julho        | Ā, Domo. Ohisashiburi Desu.                                              | Greeeen                  | [ 33 ]      |
| 14 de julho       | Ā, Domo. Ohisashiburi Desu.                                              | Greeeen                  | [ 34 ]      |
| 21 de julho       | Panic Fancy                                                              | Orange Range             | [ 35 ]      |
| 28 de julho       | Zushi                                                                    | Kimaguren                | [ 36 ]      |
| 4 de agosto       | Exile Entertainment Best                                                 | Exile                    | [ 37 ]      |
| 11 de agosto      | Best Fiction                                                             | Namie Amuro              | [ 38 ]      |
| 18 de agosto      | Best Fiction                                                             | Namie Amuro              | [ 2 ]       |
| 25 de agosto      | Best Fiction                                                             | Namie Amuro              | [ 39 ]      |
| 1 de setembro     | Best Fiction                                                             | Namie Amuro              | [ 40 ]      |
| 8 de setembro     | Best Fiction                                                             | Namie Amuro              | [ 41 ]      |
| 15 de setembro    | Best Fiction                                                             | Namie Amuro              | [ 3 ]       |
| 22 de setembro    | A Complete: All Singles                                                  | Ayumi Hamasaki           | [ 42 ]      |
| 29 de setembro    | B'z The Best "Ultra Treasure"                                            | B'z                      | [ 8 ]       |
| 6 de outubro      | Super.Modern.Artistic.Performance                                        | SMAP                     | [ 43 ]      |
| 13 de outubro     | Expressions                                                              | Mariya Takeuchi          | [ 44 ]      |
| 20 de outubro     | Expressions                                                              | Mariya Takeuchi          | [ 2 ]       |
| 27 de outubro     | Expressions                                                              | Mariya Takeuchi          | [ 2 ]       |
| 3 de novembro     | We Love Hexagon                                                          | Hexagon All Stars        | [ 45 ]      |
| 10 de novembro    | Porno Graffitti Best Ace                                                 | Porno Graffitti          | [ 46 ]      |
| 17 de novembro    | Best Destiny                                                             | Miliyah Kato             | [ 47 ]      |
| 24 de novembro    | My Short Stories                                                         | Yui                      | [ 48 ]      |
| 1 de dezembro     | Color                                                                    | NEWS                     | [ 49 ]      |
| 8 de dezembro     | Voice                                                                    | Mika Nakashima           | [ 50 ]      |
| 15 de dezembro    | Exile Ballad Best                                                        | Exile                    | [ 51 ]      |
| 22 de dezembro    | Supermarket Fantasy                                                      | Mr. Children             | [ 52 ]      |
| 29 de dezembro    | Supermarket Fantasy                                                      | Mr. Children             | [ 53 ]      |